# 海勒姆·马克沁
海勒姆·史蒂文斯·马克沁爵士（英語：Sir Hiram Stevens Maxim；1840年2月5日—1916年11月24日），英國武器设计師、發明家，是世界上最早的自动枪械--马克沁机枪的发明者。出生于美国缅因州，后来移居英国。1901年被维多利亚女王封为爵士。

## 簡介
马克沁设计发明的马克沁机枪在一次实射中每分钟可发射600发子弹，他在无烟火药的研制中也作出很大贡献，这种火药使他設計的机枪更能发挥效力。
退休之后致力于大型游艺机械的研究与发明，并且依靠机枪的专利收入在英格兰西北部的黑池建设了世界上第一座游乐场，安置了诸如旋轉木馬一类的大型游艺玩具。
他的兄弟哈德森·马克沁（Hudson Maxim）亦是軍事發明家，特別是炸药方面。
马克沁之子海勒姆·帕西·马克沁（Hiram Percy Maxim，1869年9月2日—1936年2月17日）也是机械工程师，发明过消音器，并对内燃机有过改良。
第一次世界大战中的索姆河战役，德军大量使用马克沁机枪，英军一天被杀五万多人。1916年11月18日，参战双方伤亡约134万人的索姆河战役结束。
1916年11月24日，马克沁去世，享年76歲。